# ベルコヴィツァ

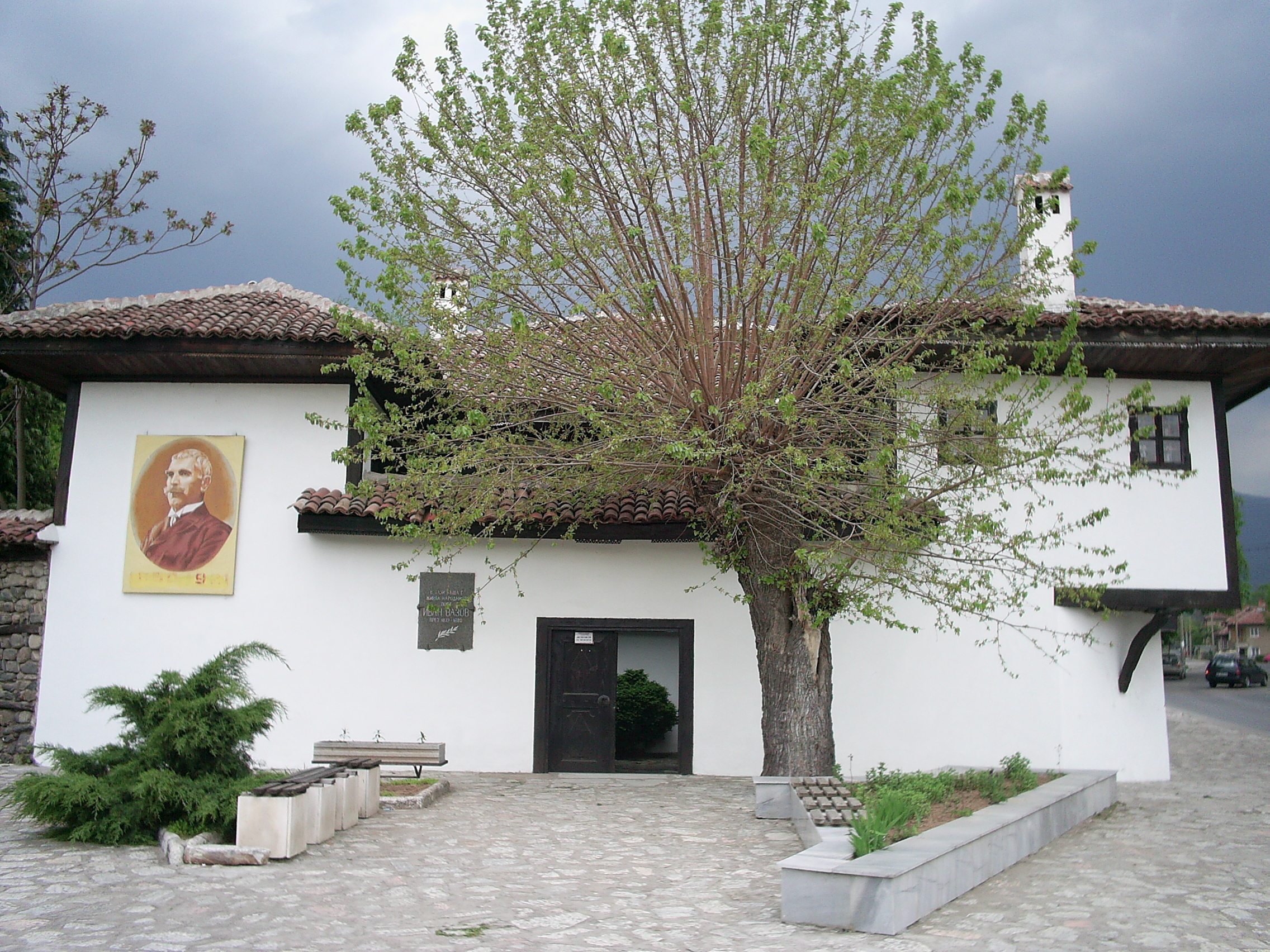
イヴァン・ヴァゾフ邸宅博物館

ベルコヴィツァ（Berkovitsa (ブルガリア語: Берковица [bɛrˈkɔvit͡sɐ])）は、ブルガリア北西部の町、およびそれを中心とした基礎自治体。モンタナ州に属する。ヴルシェツの町からも近く、また冬季にはスキー・リゾートの地となる。ベルコフスカ・バルカン山脈のコム峰（Ком / Kom）の北側、ベルコヴィツァ川の渓谷にある。ベルコヴィツァ川はブルジヤ川（Бързия / Barziya）の支流である。町は、1488年オスマン帝国の文書にてに初めて文献に登場する。ベルコヴィツァは、ソフィアからロムにいたる道の途上に築かれた要塞をその起源としている。
要塞の遺跡と聖堂は、町の西のカレト（Калето / Kaleto）坂で発見されている。集落は、皇帝カロヤンの時代から知られており、ヴィディンのヴィディン王国との国境の町であった。

## ベルコヴィツァにちなんだもの
南極大陸のサウス・シェトランド諸島・リヴィングストン島にあるベルコヴィツァ氷河（Berkovitsa Glacier）は、ベルコヴィツァにちなんで名づけられた。

## 町村
ベルコヴィツァ基礎自治体（Община Берковица）には、その中心であるベルコヴィツァをはじめ、以下の町村（集落）が存在している。
| 町/村                | キリル文字    | 人口 (2022年9月) |
| -------------------- | ------------- | ---------------- |
| ベルコヴィツァ       | Берковица     | 12,768人         |
| バリュヴィツァ       | Балювица      | 52人             |
| ビストリリツァ       | Бистрилица    | 141人            |
| ボキロヴツィ         | Бокиловци     | 77人             |
| ボロヴツィ           | Боровци       | 657人            |
| バルジヤ             | Бързия        | 1,259人          |
| チェレショヴィツァ   | Черешовица    | 40人             |
| ガガニツァ           | Гаганица      | 269人            |
| コマレヴォ           | Комарево      | 67人             |
| コステンツィ         | Костенци      | 46人             |
| コテノヴツィ         | Котеновци     | 111人            |
| レスコヴェツ         | Лесковец      | 43人             |
| メズドレヤ           | Мездрея       | 182人            |
| Pesochnitsa          | Песочница     | 23人             |
| パルリチェヴォ       | Пърличево     | 62人             |
| ラショヴィツァ       | Рашовица      | 5人              |
| スラティナ           | Слатина       | 165人            |
| ツヴェトコヴァ・バラ | Цветкова бара | 14人             |
| Yagodovo             | Ягодово       | 176人            |
| Zamfirovo            | Замфирово     | 1,110人          |

## 姉妹都市
- ジェルジンスク、ロシア[4]
- ザイェチャル、セルビア
- ディミトロヴグラード、セルビア

## ギャラリー

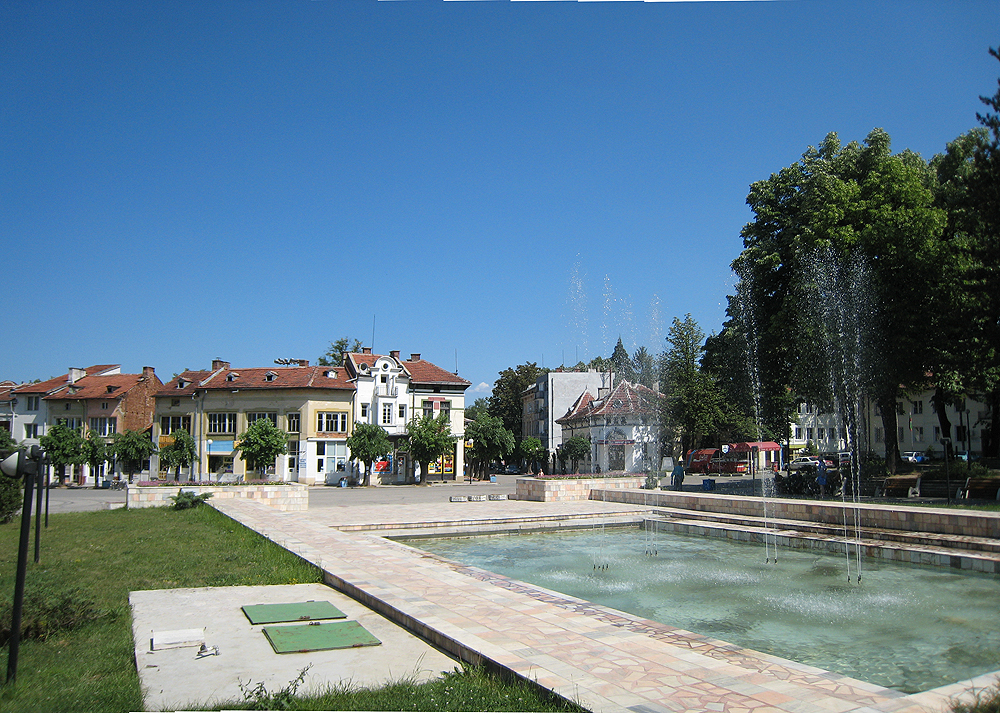
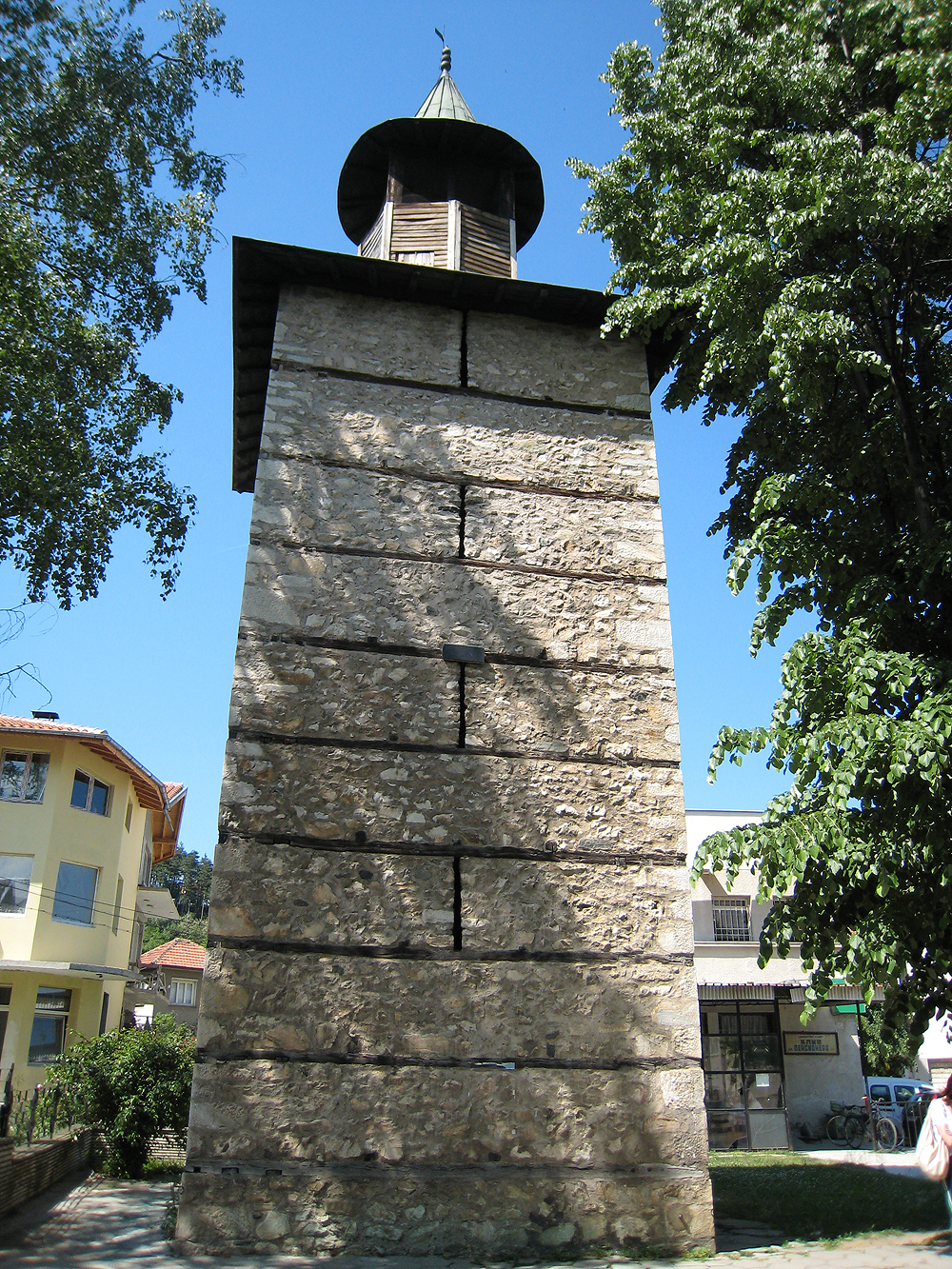
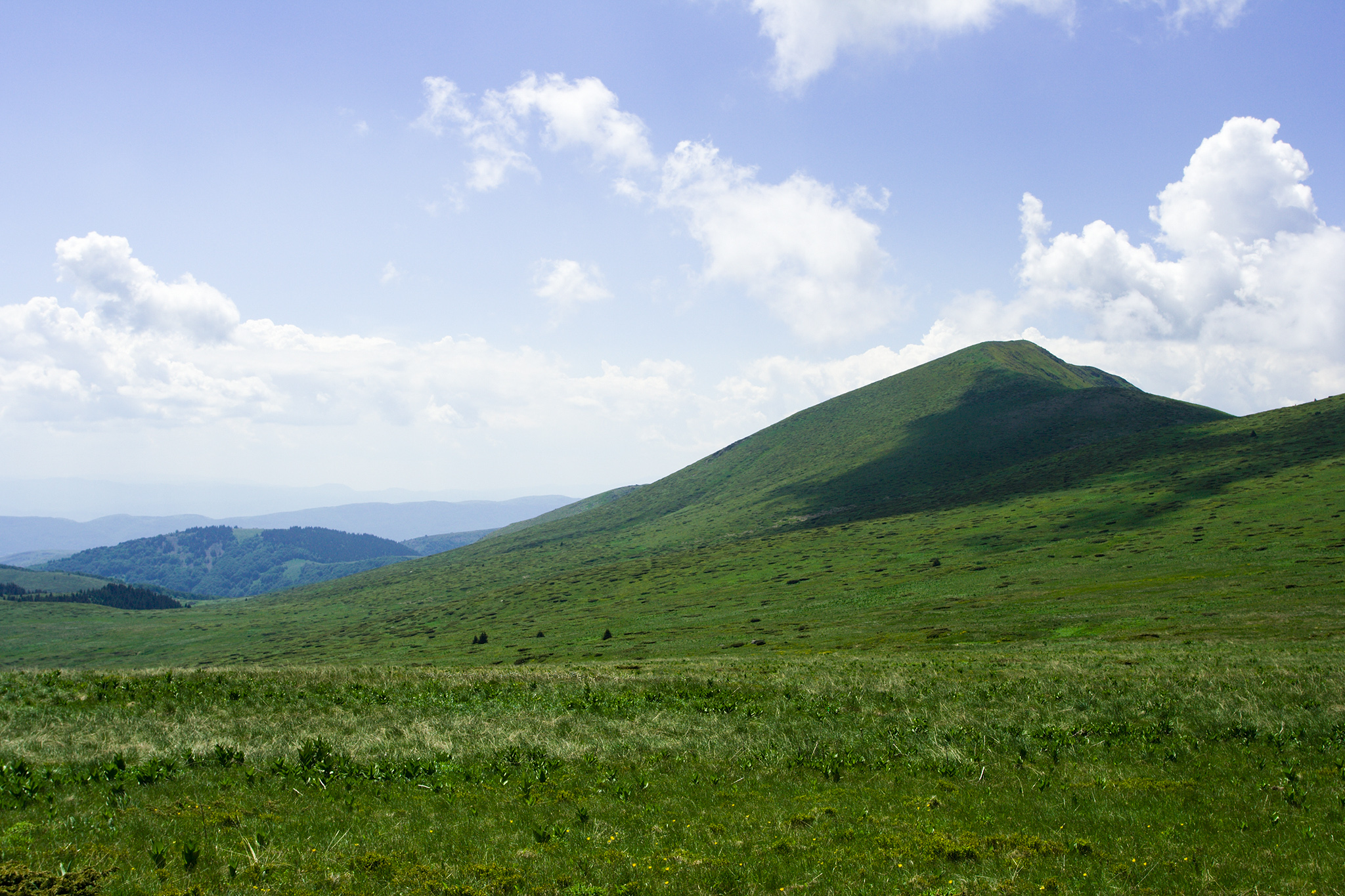
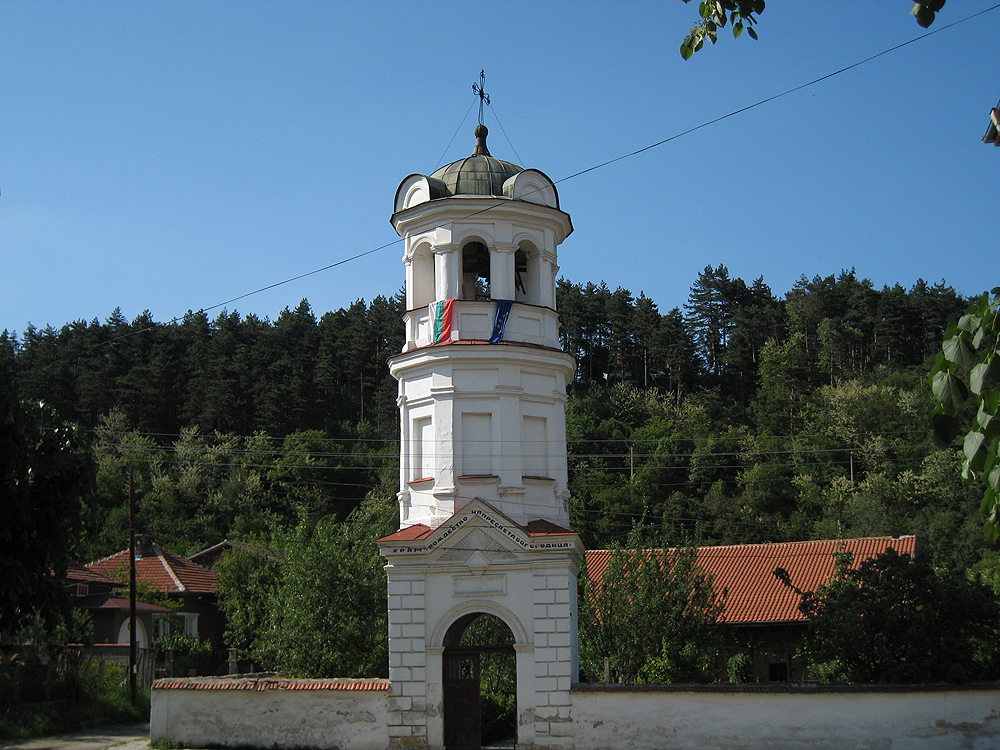
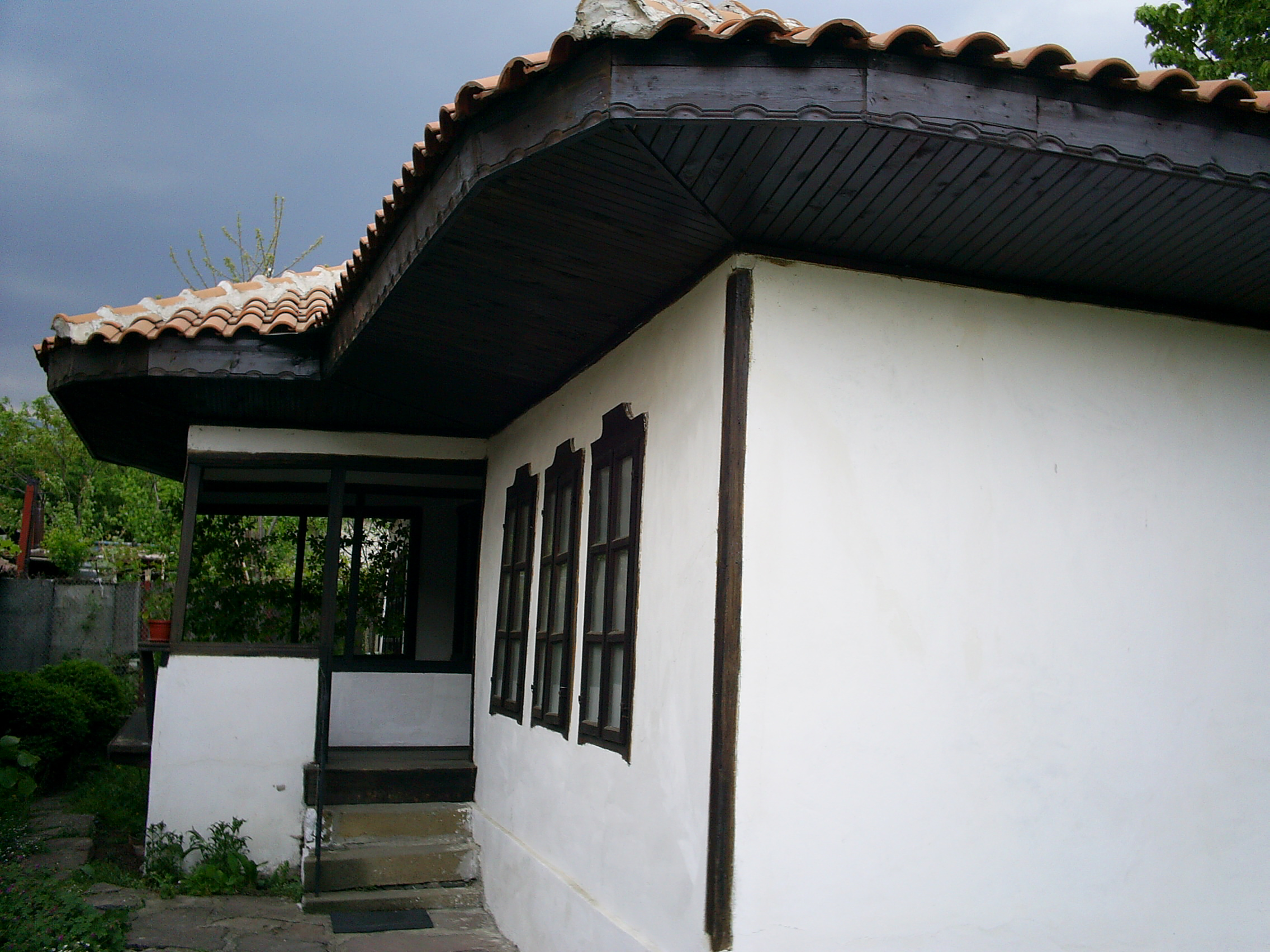